# Familien Hansen og krigen
Familien Hansen og krigen er en dansk dokumentarfilm fra 1989 med instruktion og manuskript af Jimmy Andreasen.

## Handling
Historien om en af de små anonyme modstandsgrupper i besættelsestidens Danmark. Familien Hansen boede i Hvidovre og dannede i 1943 en aktivt arbejdende gruppe. Natten mellem den 2. og 3. februar 1945 blev familien og flere andre af gruppens medlemmer arresteret. I filmen fortæller de om deres arbejde, baggrunden for deres deltagelse og om hvilke tanker, de gjorde sig, fra de aktivt indgik i modstandskampen og frem til befrielsen.